# Mộc Hoàn
Mộc Hoàn là một xã thuộc thị xã Duy Tiên, tỉnh Hà Nam, Việt Nam.

## Địa lý
Xã Mộc Hoàn có diện tích 15,43 km², dân số năm 2023 là 12.129 người, mật độ dân số đạt 786 người/km².

## Lịch sử
Ngày 14 tháng 11 năm 2024, Ủy ban Thường vụ Quốc hội ban hành Nghị quyết số 1288/NQ-UBTVQH15 về việc sắp xếp đơn vị hành chính cấp huyện, cấp xã của tỉnh Hà Nam giai đoạn 2023 – 2025 (nghị quyết có hiệu lực từ ngày 1 tháng 1 năm 2025). Theo đó, thành lập xã Mộc Hoàn trên cơ sở toàn bộ 5,50 km² diện tích tự nhiên, quy mô dân số là 5.113 người của xã Mộc Nam và toàn bộ 9,93 km² diện tích tự nhiên, quy mô dân số là 7.016 người của xã Mộc Bắc.
Xã Mộc Hoàn có 15,43 km² diện tích tự nhiên và quy mô dân số là 12.129 người.